# Lisandro Cruz Ponce
Lisandro Cruz Ponce (La Calera, Chile; 11 de diciembre de 1911-México, 4 de agosto de 1997) fue un abogado y político chileno. Se desempeñó como ministro del Trabajo durante el gobierno del presidente radical Juan Antonio Ríos, desde el 3 de febrero al 6 de septiembre de 1946. Cinco administraciones después, fungió como ministro de Justicia bajo el gobierno del presidente socialista Salvador Allende, entre 1970 y 1972.

## Familia y estudios
Nació en La Calera, el 11 de diciembre de 1911; hijo de Carlos Cruz y Rosa Ponce. Realizó sus estudios primarios y secundarios en el Liceo de San Felipe, y los superiores en la Escuela de Derecho de la Universidad de Chile, jurando como abogado el 15 de diciembre de 1936 con la tesis titulada: Un estudio sobre derecho civil moderno.
Fue ayudante de la cátedra de derecho civil del profesor Arturo Alessandri Rodríguez, en la Escuela de Derecho. En 1937 la publicó en la revista de derecho y jurisprudencia. Posteriormente fue vicepresidente del Centro de Derecho de su universidad.
Trabajó como abogado de la Municipalidad de Puente Alto, desde 1939; también fue juez de Policía Local en la misma localidad.
Se casó con Cristina Ulloa Chacón, con quien tuvo cuatro hijos: Cristina, Silvia, Jorge y Juan Carlos.

## Carrera política
Militó en el Partido Socialista (PS) desde 1934, siendo jefe del Departamento de Municipalidades de la colectividad. El 5 de julio de 1950, tras haber triunfado en la elección complementaria realizada el 28 de mayo, se incorporó a la Cámara de Diputados en reemplazo de Carlos Souper Maturana —quien falleció en enero de 1950— para finalizar su período parlamentario en representación de la 2ª Agrupación Departamental (correspondiente a los departamentos de Antofagasta, Tocopilla, El Loa y Taltal), periodo legislativo 1949-1953. Fue diputado reemplazante en la Comisión Permanente de Relaciones Exteriores, en la de Trabajo y Legislación Social y en la de Economía y Comercio.
Durante el gobierno del presidente Juan Antonio Ríos fue nombrado como ministro del Trabajo, cargo que ejerció desde el 3 de febrero al 6 de septiembre de 1946. A fines de la década de 1960 se sumó al partido Acción Popular Independiente (API).[cita requerida]
Una década después, fue nombrado como ministro de Justicia, por el presidente Salvador Allende; desempeñándose en esa función, desde el 3 de noviembre de 1970 hasta el 28 de enero de 1972.
El 18 de diciembre de 1970, junto al presidente Allende, dictó un decreto en donde indultó a miembros del Movimiento de Izquierda Revolucionaria (MIR) y otros movimientos de extrema izquierda, siendo indultados personajes como Andrés Pascal Allende (sobrino del presidente), Max Joel Marambio (destacado empresario y miembro del MIR), Sergio Zorrilla, Miguel y Edgardo Enríquez Espinoza, Luciano Cruz Aguayo, entre otros. El 2 de febrero de 1971 fue acusado constitucionalmente, «por la concesión de indultos, ataque al Poder Judicial e incumplimiento de una serie de deberes constitucionales y legales».
Paralelamente ejerció como ministro subrogante (s) de Educación Pública, entre el 3 y el 9 de febrero de 1971. Como ministro de Estado, participó en algunas reformas constitucionales referentes a educación y a asuntos del cobre. En la administración de Allende también fue director del Banco Central de Chile. Tras el golpe de Estado del 11 de septiembre de 1973, se exilió en México.
En ese país llegó a ser profesor de Introducción al Estudio del Derecho en la Facultad de Derecho de la UNAM y profesor de derecho civil, integrante del Seminario de Derecho Civil. También llegó a ser investigador suplente en el Instituto de Investigaciones Jurídicas de la Universidad Nacional Autónoma de México (UNAM), en noviembre de 1983 y como titular, asumiendo el 1 de marzo de 1985. Falleció en ese país el 4 de agosto de 1997.

## Publicaciones

### Libros
- —. La Apariencia y el Derecho. Imprenta Cultura, Universidad de Chile, Santiago. 1936[9]
- —. Selected federal taxation: statutes and 1993.[10]

### Artículos
- Modificaciones de julio de 1992 al código civil y su relación con los códigos anteriores Cruz Ponce, L [Boletín mexicano de derecho comparado, México, 1993 Vol. 26 Núm. 76 Ene-Abr, Pág. 197-215][11]
- El código civil francés Cruz Ponce, L [Serie E. Varios - Instituto de Investigaciones Jurídicas. UNAM, México, 1991 Núm. 48, Pág. 39-46][11]
- Organización familiar indígena Cruz Ponce, L [Serie B. Estudios comparativos - Instituto de Investigaciones Jurídicas. UNAM, México, 1991 Núm. 24, Pág. 181-189][11]
- Patria potestad y guarda alternada y conjunta o compartida Cruz Ponce, L [Serie G. Estudios doctrinales - Instituto de Investigaciones Jurídicas. UNAM, México, 1990 Núm. 126, Pág. 63-69][12]
- Revistas Jurícas UNAM-Boletín Mexicano de Derecho Comparado-El Nasciturus- III Teoría de la Ficción- Cruz Ponce, Lisandro[13][11]
- El nasciturus Cruz Ponce, L [Boletín mexicano de derecho comparado, México, 1990 Vol. 23 Núm. 67 Ene-Abr, Pág. 33-63][11]
- Colombet c, la famille, París, presses universitaires de france, 1985, 374 p Cruz Ponce, L [Boletín mexicano de derecho comparado, México, 1989 Vol. 22 Núm. 64 Ene-Abr, Pág. 216-219][11]
- Martín Bernal J. M., La estipulación a favor de tercero, Madrid, Editorial Montecorvo, 1985. 444 p Cruz Ponce, L [Boletín mexicano de derecho comparado, México, 1989 Vol. 22 Núm. 64 Ene-Abr, Pág. 233-236][11]
- Calo E. Multipropiedad y consumer protection en los Estados Unidos de América, revista de derecho privado, Madrid, t lx num 11, noviembre de 1986, p. 915-934 Cruz Ponce, L [Boletín mexicano de derecho comparado, México, 1988 Núm. 62 May-Ago, Pág. 888-892][11]
- Malein N. La legislación civil y la defensa de los derechos personales en la URSS, Moscú, Editorial Progreso, 256 p Cruz Ponce, L [Boletín mexicano de derecho comparado, México, 1988 Núm. 62 May-Ago, Pág. 860-869][11]
- Paisant G. De l'efficacite de la lutte contre les clauses abusives recueil dalloz sirey, París, num 40, noviembre de 1986 p 299-304 Cruz Ponce, L [Boletín mexicano de derecho comparado, México, 1988 Núm. 62 May-Ago, Pág. 898-901][11]
- La organización familiar indígena Cruz Ponce, L [Cuadernos del Instituto de Investigaciones Jurídicas. UNAM, México, 1988 Vol. 3 Núm. 7 Ene-Abr, Pág. 175-224][11]
- Ley francesa número 86-18 de 6 de enero de 1986, relativa a las sociedades de atribución de inmuebles en goce por tiempo compartido Cruz Ponce, L [Boletín mexicano de derecho comparado, México, 1988 Vol. 21 Núm. 63 Sep-Dic, Pág. 1161-1163][11]
- Capilla Roncero F. La persona jurídica: funciones y disfunciones. Madrid, Tecnos, 1984, 150 p Cruz Ponce, L [Boletín mexicano de derecho comparado, México, 1988 Vol. 21 Núm. 61 Ene-Abr, Pág. 340-344][11]
- Naranjo Ochoa F. Curso de derecho civil. Personas y familia. Colombia, 1986. 376 pp Cruz Ponce, L [Boletín mexicano de derecho comparado, México, 1987 Vol. 20 Núm. 60 Sep-Dic, Pág. 1039-1042][11]
- Análisis histórico de la caducidad en el derecho Cruz Ponce, L [Boletín mexicano de derecho comparado, México, 1987 Vol. 20 Núm. 59 May-Ago, Pág. 489-512][11]
- Polaino Navarrete M. El abandono de familia en el derecho penal español. Sevilla, Univ. de Sevilla, 1979. 464 pp Cruz Ponce, L [Boletín mexicano de derecho comparado, México, 1987 Vol. 20 Núm. 59 May-Ago, Pág. 675-678][11]
- Conceptos genéricos de "familia" y "familiares" Cruz Ponce, L [Anuario jurídico, México, 1986 Núm. 13 , Pág. 213-220][11]
- De los Mozos, J.L. La reforma del derecho de familia en España de hoy, Valladolid España, Colección de estudios monográficos, Departamento de Derecho Civil, Universidad de Valladolid, 1981, 190 pp Cruz Ponce, L [Boletín mexicano de derecho comparado, México, 1986 Vol. 19 Núm. 56 May-Ago, Pág. 670-673][11]
- El derecho de superficie Cruz Ponce, L1 Universidad Nacional Autónoma de México, Instituto de Investigaciones Jurídicas, México, Distrito Federal. México [Serie C. Estudios históricos - Instituto de Investigaciones Jurídicas. UNAM, México, 1985 Núm. 20 , Pág. 127-143][11]